# Jóna Dávid
Jóna Dávid (Budapest, 1968. szeptember 9. –) magyar költő, lapszerkesztő, médiatanár. A zsámbéki Főiskola egykori tanára, stúdióvezetője; az Art'húr kulturális művészeti lap alapítója (1994), főszerkesztője, a Facebookon az Art’húr Irodalmi Kávéház vezetője.

## Pályakép
Tanítói, közművelődési diplomájának megszerzése után, Péterffy András rendező osztályában végzett az ELTE Videokommunikáció szakán, majd az ELTE Bölcsészettudományi Karának Mozgóképtanári kurzusát, továbbképzését végezte.
A Zsámbéki Főiskolán, a vizuális műveltségi területen mozgóképkultúrát, médiaismeretet, fotókultúrát, majd digitális fényképezést és animációt oktatott, az informatikai műveltségi területen pedig webkommunikációt. Tizennégy éven keresztül vezette a főiskola filmklubját, tagja volt a Filmklub szövetségnek. 17 évig volt a Zsámbéki stúdió vezetője (1987-2004), a Főiskolai újságot szerkesztette, az intézményi, valamint Zsámbék honlapjának volt főszerkesztője. A Bicskei városi tv főszerkesztője (2008-2009), adásrendezője volt.
Az Országos Mozgóképoktatási Egyesület alapításában aktívan részt vett, a Pest megyei Regionális Médiaoktatási Központ egyik vezetőjeként a NAT Mozgóképkultúra, Médiaismeret tantárgy blokkjának közoktatási integrációját irányította, az OKI felkérésére országos tantervet lektorált. Tanári segédkönyvet írt. Operatőrként és vágóként is dolgozott. Éveken keresztül eredményesen vett részt a független videofilm fesztiválokon (25. Budapesti Független Film és Videoszemle első díj (1994), országos különdíjak, Mediawave döntő, Fény-Árnyék különdíj).
Zsámbékon a főiskolai oktatás megszűnt, ezért váltania kellett: a Raiffeisen Bank, Belső Ellenőrzési Főosztály vezető munkatársa volt, auditor (2004-2011). Itt sem szakadt el az irodalomtól, művészettől, a Raiffeisen Bank intranetes híradójának kulturális rovatát szerkesztette.
Szerkesztő munkatársa volt az Erdélyben megjelent Történelmi Magazinnak (2005-2012), főszerkesztője volt a 20 ezer példányban megjelenő Színes Riport magazinnak (2006). A Perbáli Hírmondó (1998-2004), majd a Mányi Hírmondó (2011-2014, 2020-2022) önkormányzati lapok főszerkesztője.  
Versei megjelentek: Palócföld, Kortárs, Ezredvég, Hitel, Előretolt Helyőrség, Új írás, Fedél Nélkül, Parnasszus, Agria, Szózat, Tempevölgy, Lenolaj, Búvópatak, Székelyföld, ÚjNautilus, Fedél Nélkül, Holdkatlan, Litera-Túra, Irodalmi Epreskert, Confessio, Ezüst-híd, Börzsönyi Helikon, Nyugatplusz, Partium, Szőrös Kő, Háromszék, Magyar Múzsa, Kalamáris, Szikla magazin, DunaPart stb. lapokban.
A Magyar Írószövetség, a Magyar Pen Club és a Faludy György Irodalmi Műhely tagja. 
Az Art’húr Alapítvány elnöke, főszerkesztője. Az általa indított civil kezdeményezés, volt, hogy 10 ezer példányban megjelenő lapot működtetett, kiállításokat, színházi darabokat hozott létre, a Budapesti Kongresszusi Központban háromszor egész napos rendezvényt szervezett.
Munkájában Langstadler Csaba (Szentjánosi) és Baranyi Ferenc alkotói barátsága, Faludy György támogató biztatása tekinthető jelentősnek. Biegelbauer Pál természetgyógyász a „legfontosabb tanítványának” nevezte. 
Az Író Kilencek csoportnak volt tagja és díjazottja, 2018-ban elsőként kapott Gondola-díjat, 2021-ben és 2023-ban a Salvatore Quasimodo költőverseny különdíjasa. 

## Családja
Szülei: Jóna István és Csepregi Zsuzsanna. Apai ágon debreceni cívis család, távoli rokona Vásáry Tamás karmester, Vásáry István (1887-1955) kisgazdapárti politikus, pénzügyminiszter. Anyai ágon hódmezővásárhelyiek, anyai nagyapja malomtulajdonos volt.
Két gyermeke született: Jóna Borka Sára (1996) és Jóna Dániel (2001). Pátyon él párjával dr. Kató Bernadett-tel.

## Művei
- Elmélkedések a médiapedagógiáról (1997). Kiadó: Art'húr ISBN 963-04-8561-3
- Elmélkedések a webkommunikációról (2001). Kiadó: Bicskei Egységes Művelődési Központ és Könyvtár
- Karinthy Frigyes filmes írásait, A gép hazudik címmel szerkesztő-kiadóként gondozta (1996). Kiadó: Art'húr ISBN 978-963-04-8521-0
- Mányi bedekker – útikalauz, helytörténet – webes kiadás (2012) – print (Mányi Önkormányzat, 2017)
- Kísérletezik az életösztön – versfüzet. Kiadó: Zsámbéki Tanítóképző Főiskola (1992) ISBN 963-73-06-161
- Léleksztriptíz – versfüzet, Kiadó: Art'húr (1994)
- Kattintott egérkorszak – versfüzet, Kiadó: Art'húr (1995)
- Vadhajtás – Jóna Dávid versválogatás – Kanada, a vancouveri Brit Columbia Egyetem gondozásában jelent meg. (1994)
- Védőháló – gyűjteményes verskötet (2007) ISBN 978-963-06-1934-9
- Az Élet szövete – próza (2015) Kiadó: Art'húr ISBN 978-963-12-4498-4
- Jóna Dávid rövidfilmjei
- Jóféle csönd – vers (2018) Kiadó: Hungarovox (Kaiser László) ISBN 978-615-5743-39-9
- Költőpénz – vers (2019) Kiadó: Parnasszus (Turczi István) ISBN 978-963-9781-73-3
- Gyöngyhalászok – Baranyi Ferenccel közös kötet, vers (2021) Kiadó: Kossuth ISBN 978-963-544-368-0
- Dééévid, aranyapám - vers (2022) Kiadó: Hungarovox (Kaiser László) ISBN 978-963-534-116-0
- Kilenc Hollómadár - Baranyi Ferenccel közös kötet, vers (2023) Kiadó: Hungarovox ISBN 978-963-5341-60-3
- Tantusz (minikönyv) - aforizmák (2024) Kiadó: Kortárs Magyar Irodalom (Baranyai Attila) ISBN 978-615-6511-69-0
- Erről van szó - Zsigmond István grafikáival, vers (2025) Kiadó: KF&T (Fekete Tibor) ISBN: 978-615-6056-44-3